# Christelle Luisier
Pour les articles homonymes, voir Luisier.
Christelle Luisier Brodard, née le 27 septembre 1974 à Sion (originaire de Bagnes), est une personnalité politique suisse du canton de Vaud, membre du Parti libéral-radical (PLR).
Elle est syndique de Payerne de 2011 à 2020 et conseillère d'État du canton de Vaud depuis 2020. Elle devient présidente du Conseil d'État vaudois en juillet 2022.

## Biographie
Christelle Luisier naît le 27 septembre 1974 à Sion. Originaire de Bagnes, d'un père valaisan et d'une mère fribourgeoise née Baudois, elle passe son enfance à Martigny.
En 1983, la famille déménage à Payerne, où les parents reprennent le Café de la Poste et le tiennent pendant plus de dix ans. Christelle Luisier a 9 ans à l'époque et le vit « presque comme un déracinement ». La famille vit à l’étage, au-dessus du restaurant. C'est en écoutant les habitués du bistrot parler de la vie et de la politique locale qu'elle développe tôt un goût pour l'engagement politique.
Après avoir obtenu une maturité de type B (latin-anglais) à Yverdon-les-Bains, dans la même classe que Cesla Amarelle, elle intègre en 1992 l'Université de Fribourg où elle obtient une licence en droit en 1997. Elle poursuit ses études par un master en droit des médias à Augsbourg, où elle se découvre un intérêt marqué pour le droit public. Juriste à l'Institut du fédéralisme de Fribourg de 1999 à 2002, elle débute ensuite un stage d'avocat à Lausanne et obtient son brevet d'avocate en 2005. Elle est secrétaire générale adjointe du Département des finances du canton de Vaud, placé sous la direction de Pascal Broulis, de 2006 à 2008, puis secrétaire générale adjointe de Retraites populaires de 2008 à 2011.
Christelle Luisier est divorcée et mère de deux enfants. Elle épouse Laurent Brodard en 2003, un an après la naissance de sa fille aînée. En 2023, elle est la compagne d'Étienne Blanc, politicien PLR.

## Parcours politique
Christelle Luisier rejoint en 1997 les rangs des radicaux (« un peu par hasard », selon ses propres dires) et accède au Conseil communal de Payerne. À 25 ans, elle est nommée chef du groupe radical à la Constituante vaudoise (1999-2002), puis présidente du Parti radical vaudois de 2008 à 2012, l'année de la fusion avec le Parti libéral. Depuis 2012, elle est députée au Grand Conseil du canton de Vaud.

### Municipalité de Payerne
Au niveau communal, elle est élue à l'exécutif payernois en 2009, où elle est chargée des infrastructures, des vignes et de l'office du tourisme. Elle y œuvre notamment au développement de l'aérodrome de Payerne[réf. souhaitée].
Elle est syndique de 2011 à 2020. Elle est la première femme à occuper ce poste.

### Conseil d'État
En 2019, elle se porte candidate à l'élection complémentaire au Conseil d'État vaudois pour succéder à Jacqueline de Quattro, élue au Conseil national. Elle est élue le 9 février 2020 au premier tour avec 56 % des voix, ce qui est considéré comme un score « moyen », (le président du PLR vaudois avait annoncé que moins de 66 % serait une surprise). Juliette Vernier, la candidate tirée au sort de 19 ans du collectif des jeunes de la Grève du climat, obtient 23 %, résultat élevé décrit comme un « tremblement de terre politique et sociétal » (deux autres candidats se partagent les 21 % restants). Christelle Luisier dit prendre ce score « pour un signal à l’ensemble des élus » que « la question environnementale a pris une importance conséquente pour la population vaudoise ».
Le 18 mars 2020, elle prend officiellement ses fonctions à la tête du Département des institutions et du territoire.
Elle est le seul candidat réélu au premier tour lors des élections cantonales de 2022, avec 50,08 % des voix.
En juillet 2022, elle prend la présidence du Conseil d'État vaudois pour la législature 2022-2027. Elle succède ainsi à Nuria Gorrite.

### Positionnement politique
Christelle Luisier déclare « incarner le centre-droit vaudois » et ne pas se situer « dans les deux extrémités du PLR, ni à droite, ni à gauche ». Jusqu'à son élection au Conseil d'État, ses thèmes de prédilection étaient l’aménagement du territoire, la santé, l’environnement, la formation et l’accueil de jour des enfants.